# تشيليز
تشيليز (بالإنجليزية: Chili's)‏ هو مطعم أمريكي.

## لمحة تاريخية
تأسست الشركة في تكساس عام 1975 على يد لاري لافين، وهي تابعة حاليًا لشركة برينكر إنترناشونال الأمريكية.
افتتح موقع تشيليز الأول في شارع جرينفيل في منطقة فيكري ميدوز في مدينة دالاس بولاية تكساس الأمريكية في عام 1975. وأداره وكان ينتمي لفئة مطاعم الكاجوال السريعة، ويقدم قائمة طعام تضم أنواعًا مختلفة من الهامبرغر بأسعار معقولة. وسرعان ما أثبتت العلامة التجارية نجاحها، وبحلول أوائل الثمانينيات من القرن العشرين، كان هناك 28 فرعًا من فروع سلسلة مطاعم تشيليز تتميز جميعها بنمط متشابه من الديكور جنوب الغرب الأمريكي. باع لافين الشركة في عام 1983 لنورمان إي برينكر المدير التنفيذي للمطعم ومؤسس شركة برينكر إنترناشونال المالكة والمديرة الحالية لسلسلة مطاعم تشيليز.

## مشكلات قانونية
أضطرت إدارة فروع مطاعم تشيليز في أستراليا في أكتوبر 2008 لدفع غرامة مالية قدرها 300 ألف دولار أسترالي من جراء الدعوى القضائية التي قدمها ضدها مكتب العلاقات الصناعية في مقاطعة نيو ساوث ويلز بسبب دفعها أجور زهيدة للموظفين. وتأخرها عن دفع أجور مستحقة للعاملين فيها بقيمة 45000 دولار أسترالي في الموعد النهائي الذي حدده المكتب. أعلنت الشركة في نفس العام عن إغلاق جميع فروعها في أستراليا.
حذفت سلسلة مطاعم تشيليز في عام 2017 نحو 40 بالمئة من محتويات قائمة طعامها للتركيز على وجبات البرغر والفاهيتا.

## قائمة الطعام
يقدم المأكولات الأمريكية مثل الهامبورغر، والأطباق المتأثرة بالمطبخ المكسيكي مثل التاكو، والفاهيتا، والكيساديلاس، والمطبخ الإيطالي مثل التيكس ميكس. كما تقدم قائمة غذائية خاصة بالمأكولات النباتية مثل البرغر النباتي.

## فروع السلسلة
تنتشر حاليًا فروع سلسلة تشيليز في أكثر من 37 دولة حول العالم، ويوضح الجدول التالي الدول التي يوجد بها فرع واحد على الأقل من فروع السلسلة في المناطق الجغرافية المختلفة:

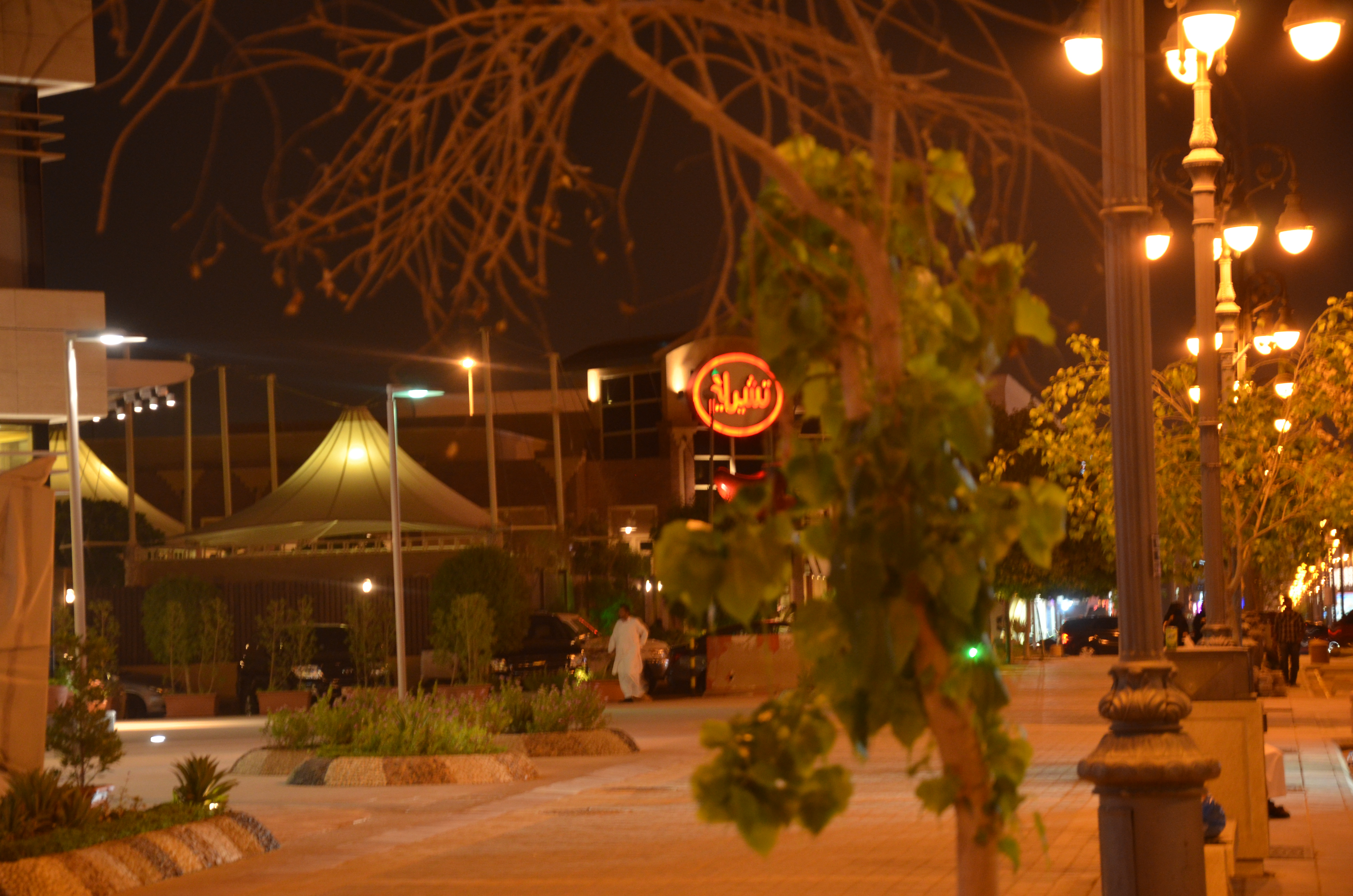
مطعم تشيليز, الرياض، شارع التحلية

| آسيا           | أوروبا  | الشرق الأوسط             | أمريكا الشمالية والكاريبي  | أمريكا الجنوبية والوسطى | أفريقيا |
| -------------- | ------- | ------------------------ | -------------------------- | ----------------------- | ------- |
| الهند          | ألمانيا | البحرين                  | كندا                       | البرازيل                | المغرب  |
| إندونيسيا      | روسيا   | الأردن                   | الولايات المتحدة الأمريكية | كوستاريكا               | تونس    |
| اليابان        |         | الكويت                   | المكسيك                    | كولومبيا                |         |
| ماليزيا        |         | لبنان                    | الدومينيكان                | الإكوادور               |         |
| الفلبين        |         | عمان                     |                            | السلفادور               |         |
| كوريا الجنوبية |         | قطر                      |                            | غواتيمالا               |         |
| تايوان         | سوريا   | المملكة العربية السعودية |                            | هندوراس                 |         |
| الصين          |         | الإمارات العربية المتحدة |                            | بنما                    |         |
|                |         | مصر                      |                            | بيرو                    |         |
|                |         |                          |                            | فنزويلا                 |         |
|                |         |                          |                            | تشيلي                   |         |

## وصلات خارجية
- الموقع الرسمي